# Hiéroglyphe égyptien F38
La colonne vertébrale et trois côtes, en hiéroglyphes égyptiens, est classifiée dans la section F « Parties de mammifères » de la liste de Gardiner ; cet hiéroglyphe y est noté F38.

## Représentation
Il représente une colonne vertébrale couchée, entrecoupée de trois côtes seulement du côté supérieur. 

## Utilisation
| F37 |

| F37 |

| p · z | d · F38 |

| p · z | d · F38 |